# Cryptochiridae
Cryptochiridae (лат.) — семейство крабов из подсекции Heterotremata, выделяемое в монотипическое надсемейство Cryptochiroidea. Семейство содержит около 20 современных родов.
Известно как галловые крабы или коралловые галловые крабы. Они живут внутри кораллов и вызывают образование галлов в структуре кораллов.

## Описание
Коралловые крабы Cryptochiridae, являются облигатными обитателями живых склерактиновых кораллов, образуя в них галлы, туннели или ямы и питаясь слизью и тканями хозяина.
Хотя они известны по всему миру, большинство родов встречаются в Индо-Западно-Тихоокеанском регионе, причём западная часть Тихого океана, по-видимому, является основным центром диверсификации.
Галловые крабы обладают половым диморфизмом, причём самцы намного меньше самок. В отличие от самок, большинство самцов ведут свободный образ жизни и «посещают» самок для спаривания.
Крабы Cryptochiridae чаще всего встречаются на мелководье, где живут рядом с кораллами, но их также регистрировали в мезофотических зонах и на больших глубинах. Вероятно, они питаются слизью, выделяемой их коралловыми хозяевами, а также различными детритами. Некоторые виды считаются фильтраторами.
Поскольку размер краба связан с размером галлов, вероятно, крабы образуют галлы, а не живут беспорядочно в жилище внутри коралла. Родственные группы таксонов галловых крабов имеют сходный тип галлов, что позволяет предположить, что крабы влияют на морфологию галлов.
Карапакс узкий и более или менее продолговатый, или полуцилиндрический, не сильно сужен в передней части. Передний край обычно усечённый или выемчатый без центрального зубца. Мандибулярные пальпы отсутствуют, режущий край мандибул лишён отростков. Максилла 2 редуцирована до пальцевидного, неразделённого протопода. Максилла 1 состоит из неразделённого протопода и экзопода. Третьи максиллипеды разделены в основании стернальной долей; ишиум широкий, часто с выпуклой внутренней долей; мерус маленький, значительно более узкий, чем ишиум, расположен кзади, с пальпой, сочленяющейся в выемке по внутреннему краю; экзопод редуцирован и лишён жгутика, или отсутствует. Эпистом слабо развит; буккальная область большая и дугообразно изогнута вперёд. Нижняя граница орбиты слабо развита. Антенны маленькие и не помещаются в орбите. Антеннулы с крупным выдающимся базальным элементом. Хелипеды слабые, часто мало или совсем не больше первых ходильных ног. Клешни простые с острыми кончиками. Ходильные ноги короткие, с короткими, острыми, крючковатыми дактилями. Жабры отсутствуют на 4 и 5 ходильных ногах. Взрослая самка крупнее самца, с тремя парами плеопод, расположенных на брюшных сомитах 2-4, плеопода 4 одночлениковая. Самка с сильно расширенным задним брюшком, образующим выводковую камеру для яиц, видимую на дорсальном виде.

## Классификация
Семейство содержит около 20 современных родов.
Это семейство долгое время относили к Hapalocarcinidae Calman, 1900, но Кропп и Мэннинг (1985) показали, что правильное название — Cryptochiridae Paulson, 1875.
- Cecidocarcinus Kropp & Manning, 1987
- Cryptochirus Heller, 1861
- Dacryomaia Kropp, 1990
- Detocarcinus Kropp & Manning, 1987
- Fizesereneia Takeda & Tamura, 1980
- Fungicola Serene, 1966
- Hapalocarcinus Stimpson, 1859
- Hiroia Takeda & Tamura, 1981
- Kroppcarcinus Badaro, Neves, Castro & Johnsson, 2012[15]
- Lithoscaptus A. Milne-Edwards, 1862
- Luciades Kropp & Manning, 1996
- Neotroglocarcinus Fize & Serene, 1957
- Opecarcinus Kropp & Manning, 1987
- Pelycomaia Kropp, 1990
- Pseudocryptochirus Hiro, 1938
- Pseudohapalocarcinus Fize & Serène, 1956
- Troglocarcinus Verrill, 1908
- Sphenomaia Kropp, 1990
- Utinomiella Kropp & Takeda, 1988
- Xynomaia Kropp, 1990
- Zibrovia Kropp & Manning, 1996